# Letícia Bufoni
Letícia Bufoni e Silva (* 13. April 1993 in São Paulo, Brasilien) ist eine brasilianische Profi-Skateboarderin. Sie ist sechsmalige Siegerin bei den X-Games.

## Karriere
Bufoni begann gegen den Willen ihres Vaters im Alter von 9 Jahren zu skaten. Ihre Großmutter kaufte ihr das erste Skateboard, das ihr Vater aber zunächst zersägte, um sie vom Skaten abzuhalten – während er nach ihrem ersten Titelgewinn bei einem Contest für Mädchen in São Paulo seine Haltung komplett revidierte und sie ab dann zu ihren Wettbewerben begleitete und ihre Laufbahn voll unterstützte. Mit 14 ging sie nach Kalifornien, um an ihren ersten X-Games 2007 teilzunehmen. Bis 2019 gewann sie insgesamt 11 Medaillen an den X-Games, 6 davon Gold (4 in der Kategorie Street, 1 in der Sparte Real), 3-mal Silber und 3-mal Bronze.
Laut dem Guinness-Buch der Rekorde hält Bufoni die meisten Siege im World Cup of Skateboarding. Im Jahr 2015 gewann sie als erste Frau die Street League Skateboarding Women's SLS Super Crown World Championship in Chicago.
Als erste weibliche Skateboarderin erhielt sie einen Profi-Vertrag bei der Marke Plan B – von November 2017 bis ins Jahr 2019 und gilt damit als Wegbereiterin für die Anerkennung weiblicher Skaterinnen im Sport-Sponsoring.

„Ich erinnere mich noch, dass ich früher eine der wenigen weiblichen Skaterinnen war, die überhaupt bezahlt wurden.“

2018 zählte das Magazin Forbes sie zu einer der 25 einflussreichsten Frauen im internationalen Sport.
Letícia Bufoni ist die offizielle Athletenvertreterin im Verband World Skate, dem vom Internationalen Olympischen Komitee anerkannten Dachverband für Skateboarding.